# Xiria lavinia
Xiria lavinia är en tvåvingeart som beskrevs av Wulp 1899. Xiria lavinia ingår i släktet Xiria och familjen bredmunsflugor. Inga underarter finns listade i Catalogue of Life.